# 李舜臣 (明)
李 舜臣（り しゅんしん、1499年 - 1559年）は、中国明代の人物。字は懋欽（または夢虞）、号は愚谷（または未村居士）。山東の楽安県（現在の広饒県）出身。
嘉靖2年（1523年）の科挙では会試を会元で合格した秀才であった。大礼の議事件では嘉靖帝に更迭された群臣の中の一人であり、杖刑を受けている。
官職では太僕寺卿（従三品）まで出世した。後に病を得て故郷に帰る。詩文に優れ、多くの著作を残した。